# Tu Youyou
Tu Youyou (xinès: 屠呦呦; pinyin: Tú Yōuyōu; Ningbo, Zhejiang, 30 de desembre de 1930) és una científica mèdica, química farmacèutica i educadora xinesa. És coneguda per descobrir l'artemisinina (ó qinghaosu) i dihidroartemisinina, utilitzades per tractar la malària, que ha salvat milions de vides. La descoberta de l'artemisinina i el seu tractament de malària és considerat com un avanç significatiu de la medicina tropical del segle XX i una millora de la salut per a les persones de països tropicals en desenvolupament a l'Àsia del Sud, Àfrica i Amèrica del Sud.
Tu Youyou va ser la primera dona xinesa a rebre en 2011 el Premi Lasker en medicina clínica i també el 2015 el premi Nobel de Fisiologia o Medicina. També ha estat la primera dona xinesa a rebre, el 2017, el principal reconeixement científic del seu país, el Premi Estatal de Ciència i Tecnologia.

## Context
Tu Youyou va treballar com a científica en els anys 1960 i 1970, durant la revolució Cultural de la Xina, quan els científics eren denigrats i considerats com una de les nou categories negres de la societat, segons el maoisme i els seus continuadors de la Banda dels Quatre.
El 1967, durant la Guerra del Vietnam, Ho Chi Minh, dirigent de Vietnam del Nord, que estava en guerra contra Vietnam del Sud i els Estats Units, va demanar ajuda al primer ministre xinès, Zhou Enlai, per al desenvolupament d'un tractament contra la malària per als seus soldats, que anaven per la Ruta Ho Chi Minh, on la majoria emmalaltia amb una forma de malària resistent a la cloroquina.
Com que la malària era la principal causa de mort a les províncies del sud de la Xina, incloent-hi Hainan, Yunnan, Guangxi, i Guangdong, Zhou Enlai va convèncer Mao Zedong per configurar un projecte secret per descobrir un fàrmac. El projecte es va anomenar Projecte 523 per la seva data de començament, el 23 de maig de 1967. Una vegada creat l'equip del projecte, Tu Youyou fou enviada a Hainan, on va estudiar els pacients que havien estat infectats amb la malaltia. Durant el temps que va estar allà, el seu marit va ser enviat al camp (en l'anomenat: The Up to the Mountains and Down to the Countryside Movement), cosa que va suposar que la seva filla va haver de ser confiada a una cuidadora a Pequín.
Científics de tot el món havien cribat més de 240.000 compostos sense èxit. El 1969, Tu Youyou tenia coneixements sobre cribratge d'herbes xineses i primer va investigar la medicina tradicional xinesa a tot el país. Va escriure les seves troballes en un quadern anomenat «Col·lecció de receptes pràctiques individuals contra la malària», que agrupa 640 receptes. El seu equip també va cribar més de 2.000 receptes tradicionals xineses i va fer 380 extractes d'herbes, que van ser provats en ratolins.
Un compost va ser eficaç, l'Artemisia annua, que es va utilitzar contra les "febres intermitents", una característica distintiva de la malària. La preparació d'aquest compost es descriu en un text de 1.600 anys d'antiguitat, en una recepta titulada, «Receptes d'emergència que es guarden a la màniga», com va presentar Tu YouYou. Al principi no va funcionar perquè s'extreia amb aigua bullent. Tu Youyou va descobrir que podia fer servir un procés d'extracció a baixa temperatura per aïllar la substància antipalúdica de la planta. El 1972 va obtenir la substància pura i la van anomenar qinghaosu, mentre que a Occident se sol anomenar artemisinina Tu Youyou es va basar en una font de la medicina tradicional herbal xinesa, el "Manual de receptes per a tractaments d'emergència", escrit el 340 per Ge Hong, que estableix que aquesta herba ha de ser sumida en aigua freda, per no malmetre'n els compostos actius. Aquest llibre conté la referència útil a l'herba: «Un grapat de qinghao submergit en dos litres d'aigua, espremi el suc i begui-se'l tot». Després de tornar a llegir la recepta, Tu Youyou es va adonar que l'aigua calenta ja havia danyat l'ingredient actiu de la planta. Per tant, va proposar un mètode que utilitzava èter de baixa temperatura per extreure el compost. Les proves en ratolins i micos van mostrar que era completament eficaç.
Tu Youyou es va oferir voluntària com a primer subjecte humà. Va ser segur, així que va dur a terme assajos clínics amb pacients humans. El seu treball va ser publicat anònimament el 1977. El 1981 va presentar els descobriments fets de l'artemisinina en una reunió de l'Organització Mundial de la Salut.

## Biografia
Tu Youyou va néixer a Ningbo, Zhejiang, Xina, el 30 de desembre de 1930. Va assistir a l'Escola Xiaoshi per a primària i el primer any d'institut, abans de pasar a l'escola Ningbo el 1948. De 1951 a 1955, va assistir a l'Escola Mèdica Universitària de Pequin. Va estudiar al Departament de Ciències Farmacèutiques i es va graduar el 1955. Més tard es va formar durant més de dos anys en medicina tradicional xinesa.
Va treballar a l'Acadèmia de Medicina Xinesa de Pequín després de la seva graduació. El 1980, després de la reforma econòmica xinesa, va ser promoguda a investigadora i el 2001 fou promoguda a assessora acadèmica per a candidats de doctorat. Actualment és la Cap Científica de l'Acadèmia.
Tu Youyou i el seu marit, Li Tingzhao (李廷钊), viuen a Pequín. Li Tingzhao era company de classe de Tu a l'Escola de Xiaoshi i va estudiar a de la Unió Soviètica. La seva filla més jove també viu a Pequín. La filla més gran treballa a Universitat de Cambridge.

## Recerca

### Esquistosomosi
Durant els seus anys primerencs, Tu Youyou havia estudiat la Lobelia chinensis, una herba fonamental de la medicina tradicional xinesa, per curar l'esquistosomosi, causada per cucs paràsits que infecten l'aparell urinari o l'aparell digestiu.

### Malària
Tu Youyou va començar la seva recerca contra la malària a la Xina quan la Revolució Cultural estava en marxa. En 1969 va ser cap del Projecte 523. Va recollir 2.000 receptes, textos antics i remeis populars per obtenir possibles recursos en la seva recerca. El 1971 el seu equip havia fet 380 extractes de 200 herbes i va descobrir els extractes d''Artemisia annua, que semblava particularment prometedor per inhibir dràsticament el creixement de plasmodi en els animals. Ella va trobar la manera d'extreure'l i les seves innovacions van permetre reduir la toxicitat d'aquest extracte. El 1972, ella i els seus col·legues van obtenir la substància pura, que ha salvat milions de vides. Tu Youyou també va estudiar-ne l'estructura química i la farmacologia. El 1973, Tu Youyou volia confirmar el grup carbonil en la molècula artemisinina i accidentalment va sintetitzar la dihidroartemisinina. Pel seu treball, va ser guardonada amb el Premi Nobel de Medicina el 5 octubre de 2015

## Premis
- 1978, Premi del Congrés Nacional de Ciència, República Popular de la Xina[19]
- 1979, National Inventor's Prize, República Popular de la Xina
- 1987, Premi mundial de ciència Albert Einstein, World Culture Council[19]
- 1992, (Un dels) deu assoliments científics i tecnològics a la Xina, Comissió Estatal de Ciència, República Popular de la Xina[19]
- 1997, (Un dels) deu grans assoliments en salut pública a la nova Xina, República Popular de la Xina[19]
- Setembre de 2011, Premi GlaxoSmithKline als assoliments destacats en ciències de la vida[20]
- Setembre de 2011, Premi Albert Lasker a la investigació mèdica clínica[21]
- Novembre de 2011, Premi a la contribució destacada, Acadèmia Xinesa de Ciències Mèdiques Xineses[22]
- Febrer de 2012, (Una de les deu) dones destacades nacionals, República Popular de la Xina[23]
- Juny de 2015, Premi de la Fundació Warren Alpert (co-receptora)[24]
- Octubre de 2015, Premi Nobel de Fisiologia o Medicina 2015 (co-receptora) pels seus descobriments sobre una nova teràpia contra la malària.[25]
- 2017, Premi Estatal de Ciència i Tecnologia, de la Reública Popular de la Xina.[4]